# Emil Zschokke
Jacob Friedrich Emil Zschokke (Aarau, 5 de juny de 1808 - 10 de març) va ser un eclesiàstic i escriptor suís. Emil Zschokke fou el segon infant d'una família de dotze fills i una filla. El seu pare era l'escriptor alemany de nacionalitat suïssa Heinrich Zschokke. Després dels seus estudis a l'escola secundària d'Aarau, mamprengué d'aprendre l'ofici de llauner. Amb tot a partir de 1827 se n'anà a Berlín per a estudiar-hi teologia. Escrigué Der Heilige Gral (1872).